# 似彎曲玻璃介
似彎曲玻璃介（学名：Candona parasinuosa）为金星介科玻璃介屬下的一个种。